# مستعر صغري

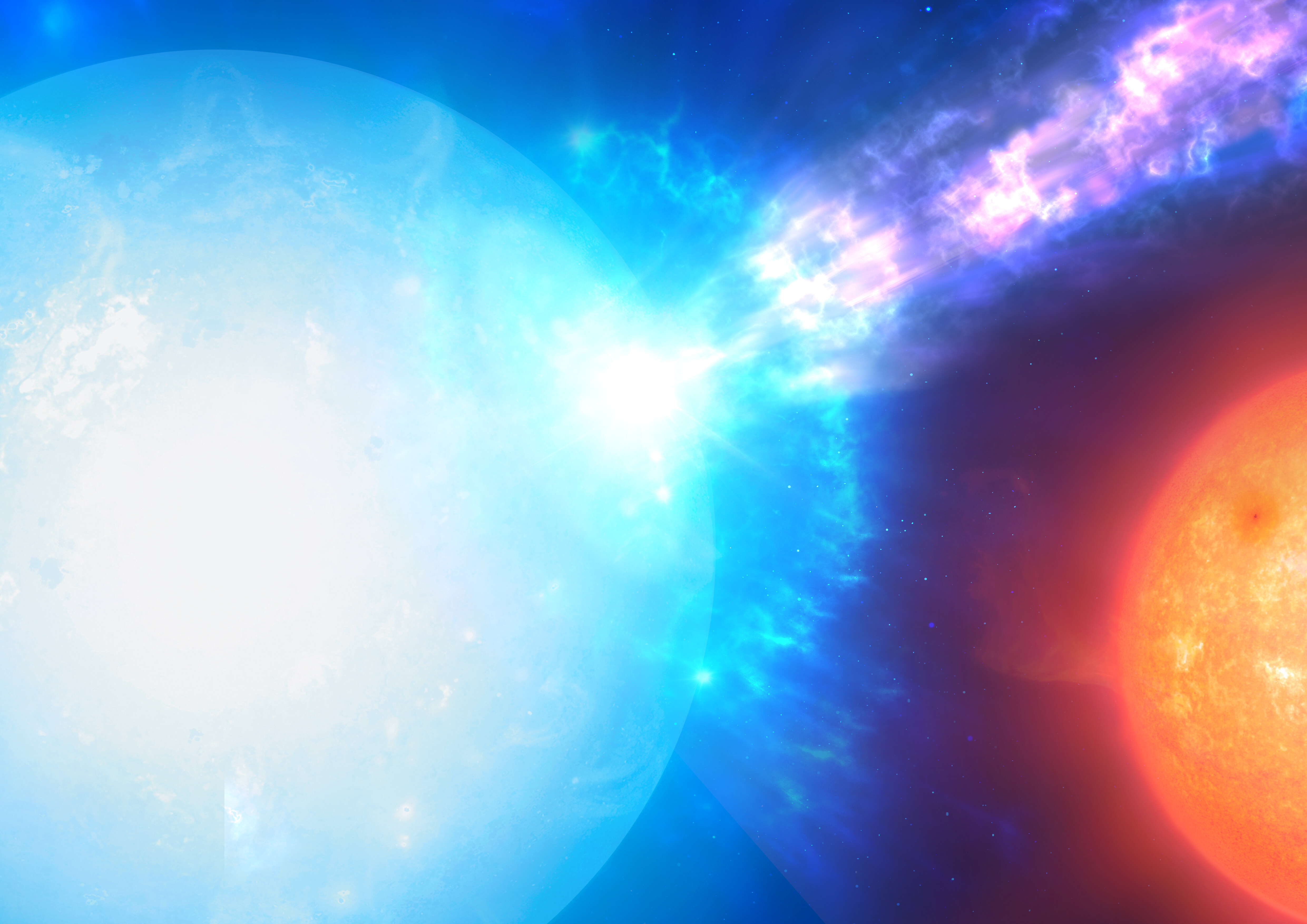
انطباع فنان عن مستعر صغري

مستعر صُغْرِيّ (بالإنجليزية: Micronova) هو نوع مفترض من الانفجار النووي الحراري على سطح نجم قزم أبيض طاقته أصغر بكثير من طاقة مستعر، إذ يبلغ نحو 1 × 1039 إرغ (أي 1.0 × 1036 جول، و 1.0 × 10-12 فو)، أي جزء واحد من مليون جزء من طاقة مستعر نموذجي. هذه الظاهرة ناتجة عن تراكم المادة من البيئة المحيطة بالنجوم مثل من نجم مزدوج.
أعلنت مجموعة من المرصد الأوروبي الجنوبي في 20 أبريل 2022 أنها حددت ثلاثة مستعرات صغرية على أقزام بيضاء باستخدام بيانات من القمر الصناعي لمسح الكواكب العابرة غير الشمسية (TESS).

## الشمس
عندما التقط نيل آرمسترونغ صورًا ثلاثية الأبعاد لسطح القمر خلال مهمة أبولو 11، رأى بقعًا متلألئة تشبه الزجاج. حلل عالم الفيزياء الفلكية توماس جولد الصور واقترح أن التزجيج يمكن أن يكون نتيجة «ثوران صغير يشبه المستعر» من الشمس. وافق أستاذ علم الفلك والفيزياء الفلكية برادلي شايفر على أن هذه حالة قوية لما نطلق عليه الآن المستعر الصغري الشمسي، وهو انفجار لا بد أنه حدث منذ أقل من 30 ألف عام. خلال مهمة تشانغ آه 4 التابعة لإدارة الفضاء الوطنية الصينية في عام 2019، شوهدت البقع أيضًا وكان يُعتقد في البداية أنها مادة هلامية. اقترح الفريق أنه لا يمكن أن يكون قد تشكل بسبب التأثير الذي أحدث الفوهة التي عثر فيها على الزجاج. كانت تلك الصخرة أصغر من أن تنتج درجة الحرارة المطلوبة.

## روابط خارجية
- (بالإنجليزية) The Next End of the World: The Rebirth of Catastrophism[وصلة مكسورة] Ben Davidson (2021) ISBN: 978-1-09835-778-8
- (بالإنجليزية) Nova Astronomy in Upheaval | Predictions Come True من Suspicious0bservers